# Artwork (kunst)
Artwork kan letterlijk vertaald worden als 'kunstwerk' en betekent meestal 'grafisch ontwerp'.
In de muziekbranche wordt de term vaak gebruikt om al het grafisch materiaal dat een muziekuitgave vergezelt mee aan te duiden. Het gaat dan vooral om de artistieke vormgeving van platen- en cd-hoezen.

## Beeldend kunstenaars
Beeldend kunstenaars die zich hebben beziggehouden met artwork:
- 23 Envelope voor bijna alle artiesten van het platenlabel 4AD
- Peter Blake voor The Beatles (Sgt. Pepper's Lonely Hearts Club Band)
- Anton Corbijn voor U2 en R.E.M.
- Richard Hamilton voor The Beatles (The White Album)
- Jamie Reid voor de Sex Pistols
- Peter Saville voor Joy Division, New Order en Suede
- Andy Warhol voor The Velvet Underground (The Velvet Underground & Nico) en voor The Rolling Stones (Sticky Fingers)